# Rusio

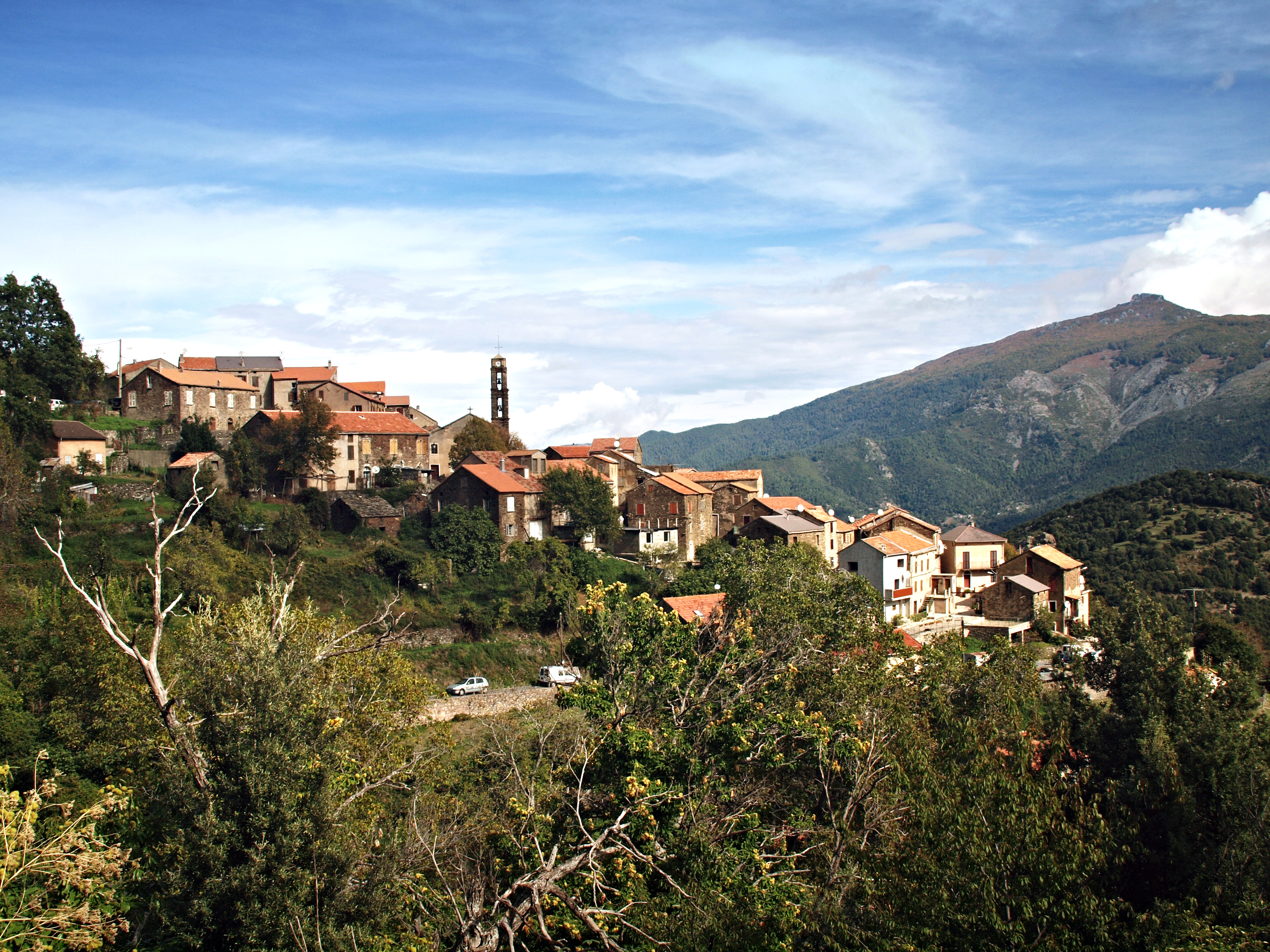

 Rusio  là một xã ở tỉnh Haute-Corse trên đảo Corse, Pháp. Xã này có diện tích 8,58 km², dân số năm 1999 là 66 người. Khu vực này có độ cao trung bình 950 mét trên mực nước biển.